# دار الأوبرا السلطانية مسقط

دار الأوبرا السلطانية مسقط هي أول دار أوبرا في منطقة الخليج العربي وفي الجزيرة العربية. أمر السلطان قابوس ببنائها عام 2001م.  بدأت الأعمال الإنشائية للمبنى عام 2007م، وانتهت في 12 أكتوبر 2011م. شيدت على مساحة شاسعة تبلغ ثمانين ألف متر مربع وتبلغ المساحة المبنية ما يربو على خمسة وعشرين ألف متر مربع.
تعتبر دار الأوبرا السلطانية تحفة معمارية شيدت في 8 طوابق تقع 3 منها تحت الأرض و5 فوقها، ويمتد مبنى الأوبرا من شمال الموقع إلى جنوبه ويقطع المبنى رواقان من الأعمدة يمتدان على جانبيه الشرقي والغربي، ويتناغم فيها التراث المعماري العماني والعربي والإسلامي في عهود مختلفة. 
دار الاوبرا السلطانية هي مبنى متعدد الاستعمالات، يمكن أن يستضيف فعاليات مختلفه كحفلات الأوبرا والحفلات الموسيقية والمسرحيات، بالإضافة إلى المؤتمرات والعديد من الملتقيات الثقافية والفنية التي تعكس العمارة العُمانية المعاصرة، وتستوعب 1100 شخص كحد أقصى. يتكون مجمع دار الأوبرا من مسرح الحفل، وقاعة وحدائق رسمية، والسوق الثقافية مع التجزئة والمطاعم الفاخرة ومركز الفن للإنتاج الموسيقية والمسرحية والأوبرالية.

## التقنيات الحديثة المستخدمة
تعتبر دار الأوبرا السلطانية أول دار اوبرا تستخدم تقنيات عرض الوسائط المتعددة عن طريق شاشات تفاعلية في المقاعد. كما تم استخدام احدث تقنيات الصوت والإضاءة في المسرح الكبير للدار.

## الأوبرا جاليريا
الأوبرا جاليريا نمط جديد من أنماط التسوق الحديثة جاء على شكل رواق يتاخم مبنى دار الأوبرا السلطانية ويضم بين جنباته خمسون محلاً تجاريا تتعدد أنشطتها وتتنوع مجالاتها التسويقية بين المجوهرات بمختلف أنواعها ومحلات العطور والأزياء والتجميل والتحف والهدايا وأنواع مختلفة من اللوحات الفنية والتذكارات. 
كما يحتوى السوق على عدد من المطاعم المحلية والعالمية التي تقدم مختلف المأكولات بما يتناسب وذوق مرتاديه، هذا عوضا عن فرع لبنك مسقط والذي سيقدم خدماته المصرفية لعملائه ومرتادى السوق. 
ودعماً لتسويق المنتجات الحرفية العمانية فقد احتوى السوق على منفذ تسويقى لبيت الحرفى العمانى الذي يحتوى بين جنباته على عدد من المنتوجات الحرفية العمانية. 
كما يوجد بالرواق محلا متخصصاً في بيع التمور العمانية بمختلف أشكالها. 
يهدف الأوبرا جاليريا إلى توفير بيئة تسوق هادئة بعلامات تجارية مختلفة مثل باتيك فيليب، معوض بانيراى، لالييك، نيسبرسو، جاليرى أرجان، قاعة الجمال، جاليرى بيت مزنة، الرابر الشهير ايمنيم وغيرها، بالإضافة إلى مقاهى ومطاعم عدة مثل «مور كافيه»، ومقهى «ريشو»، والمطعم الهندى الفاخر «إندس» والمقهى الباريسي الفاخر والشهير «فوشون»

## معرض الصور

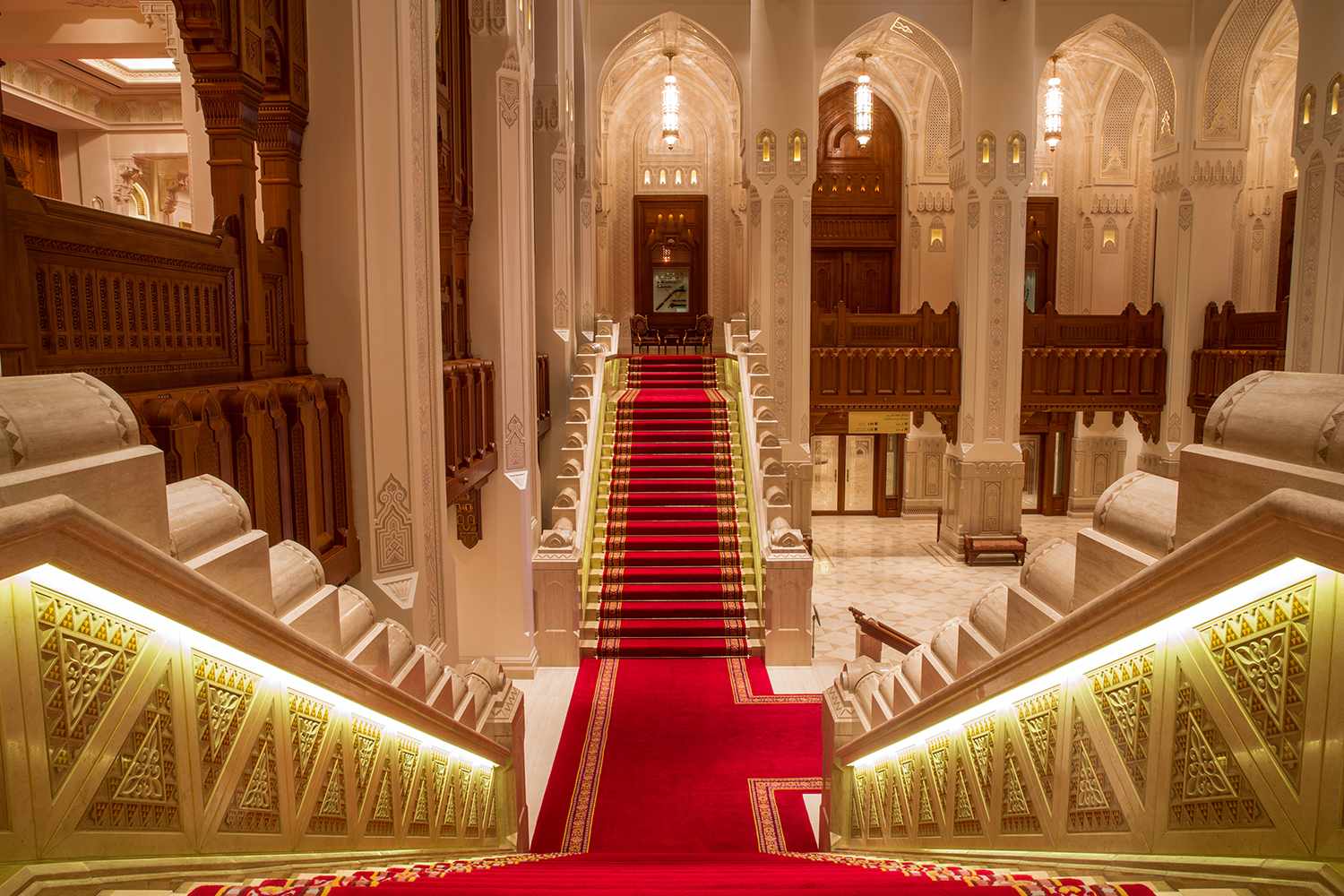
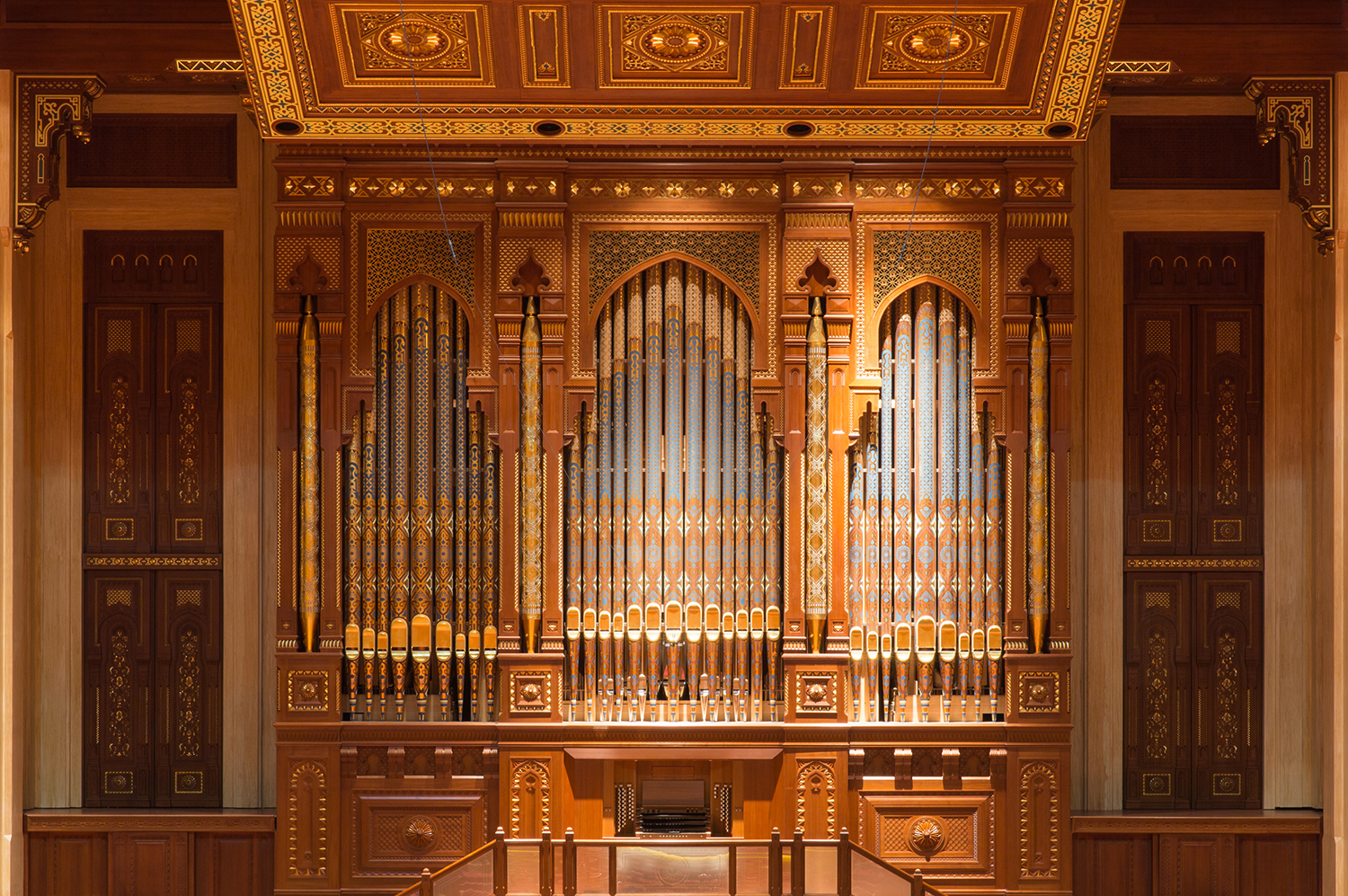
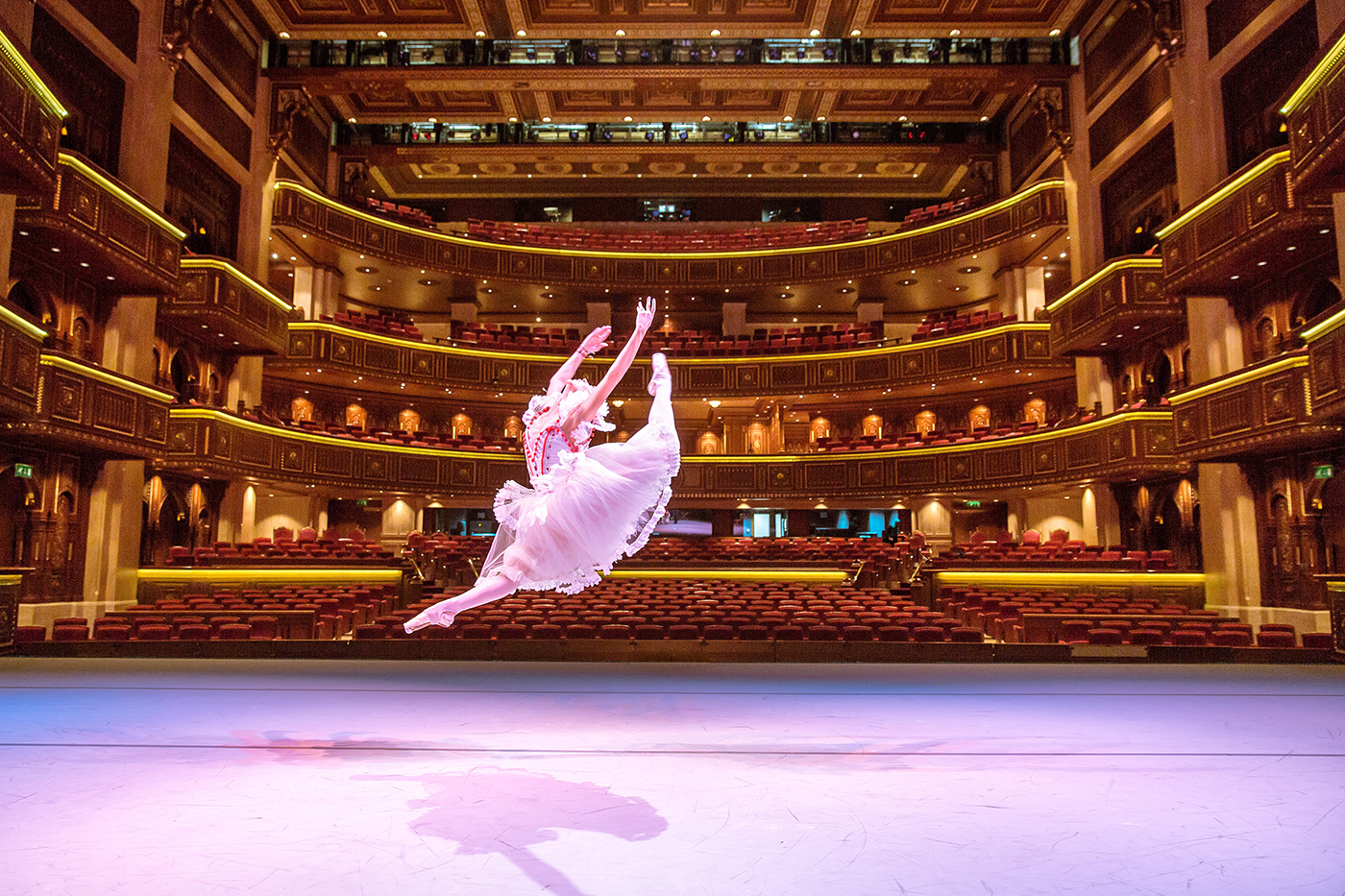
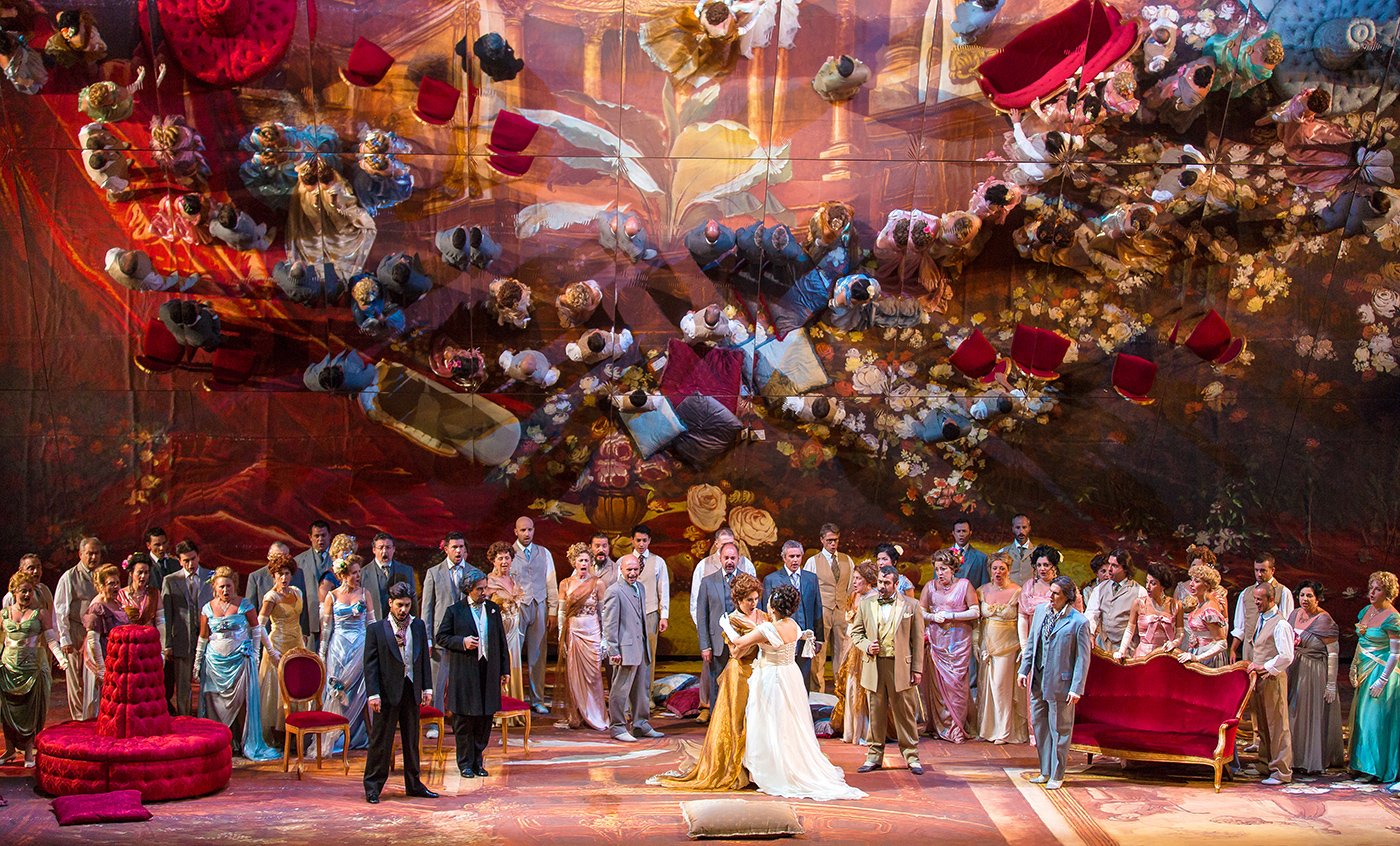
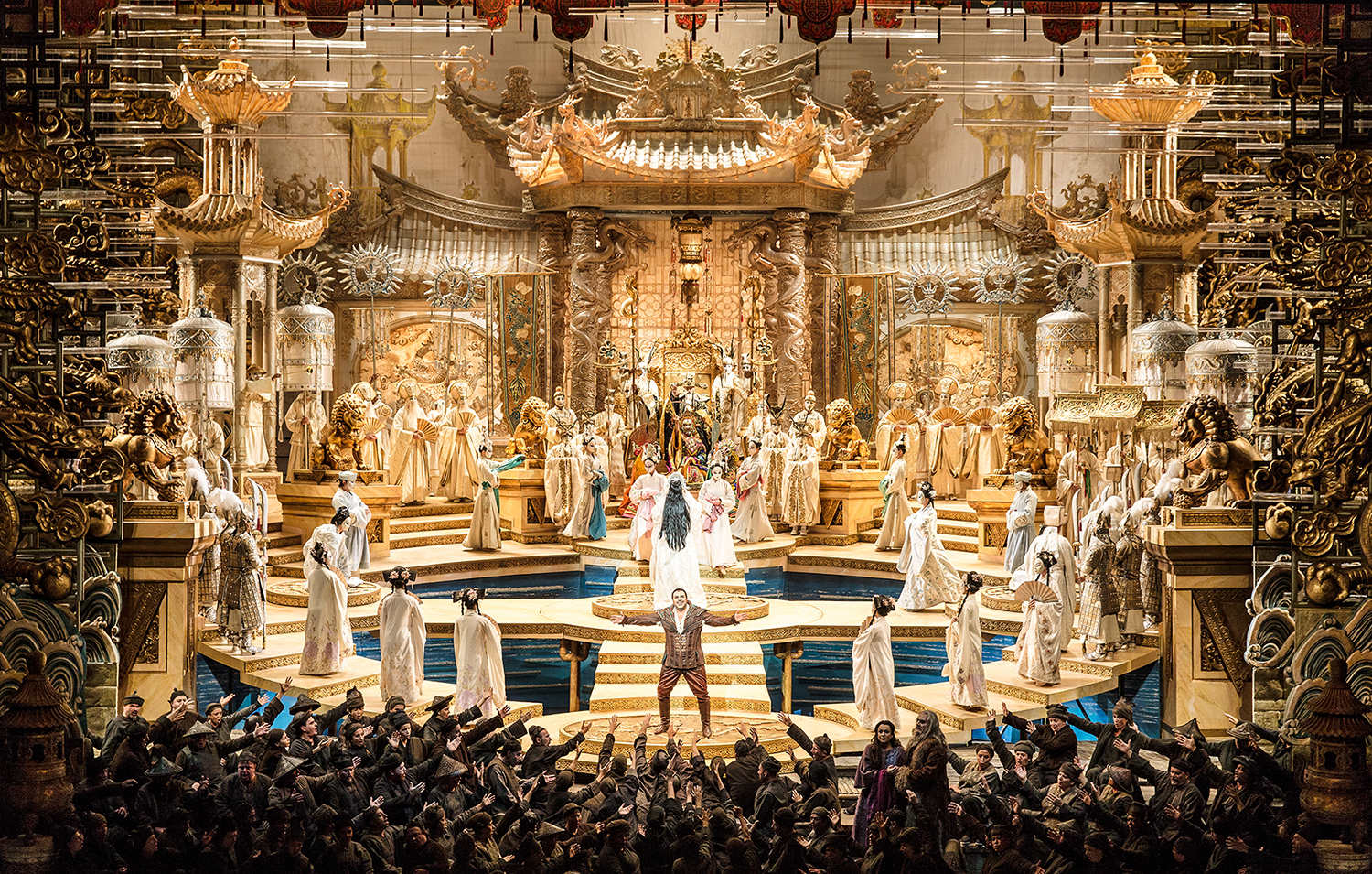
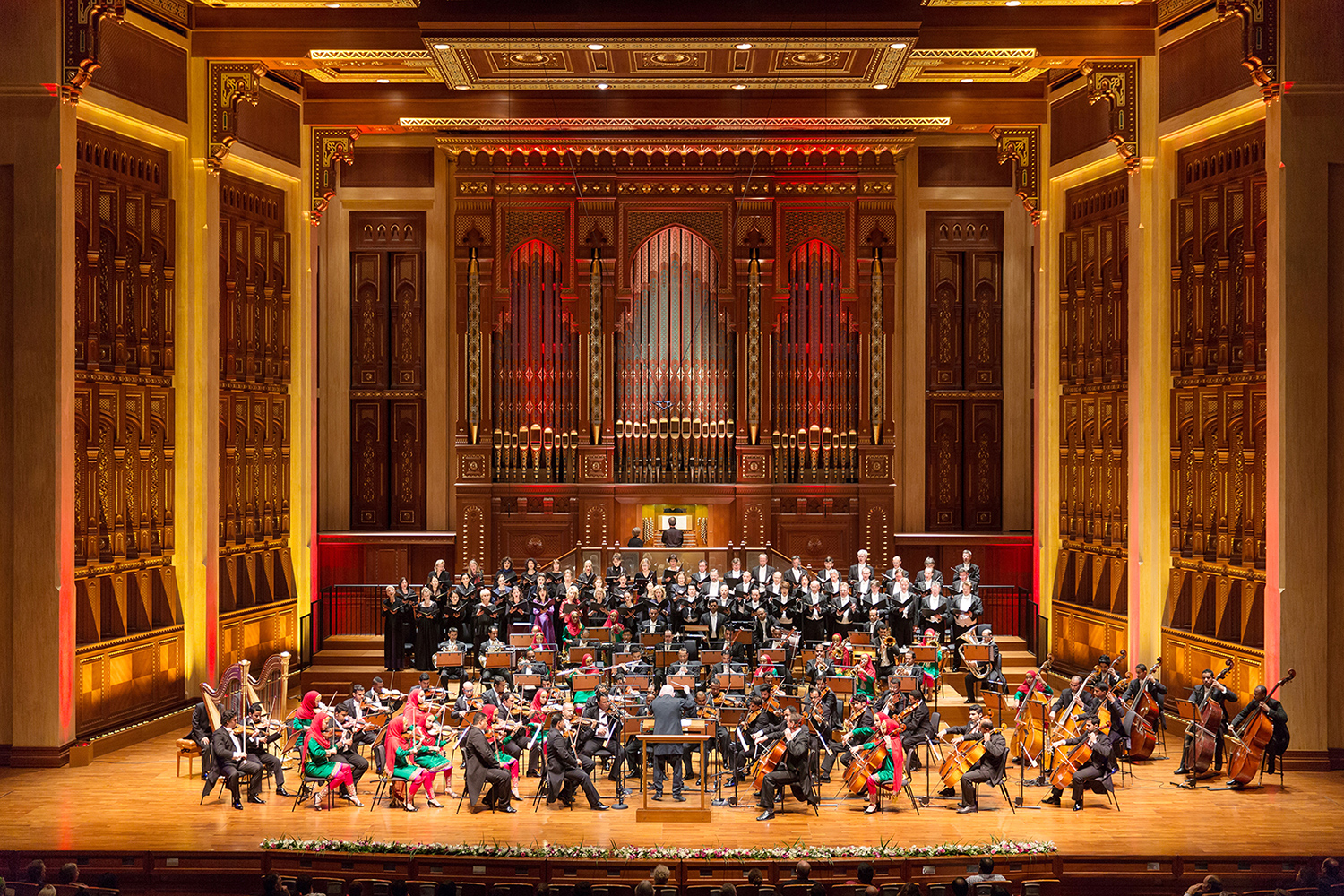

## وصلات خارجية
- الموقع الإلكتروني الرسمي لدار الأوبرا السلطانية مسقط